# Pärsti (ancienne commune)
La commune de Pärsti (en allemand : Perst) est une ancienne commune rurale estonienne située dans la région de Viljandi. 
La commune de Viljandi a été créée par la fusion des communes de: Paistu, Pärsti , Saarepeedi et de Viiratsi,
à la suite des élections municipales du 20 octobre 2013.

## Description
Sa population était de 3 797 habitants(01/01/2012). La superficie de la commune est de 210,62 km2.

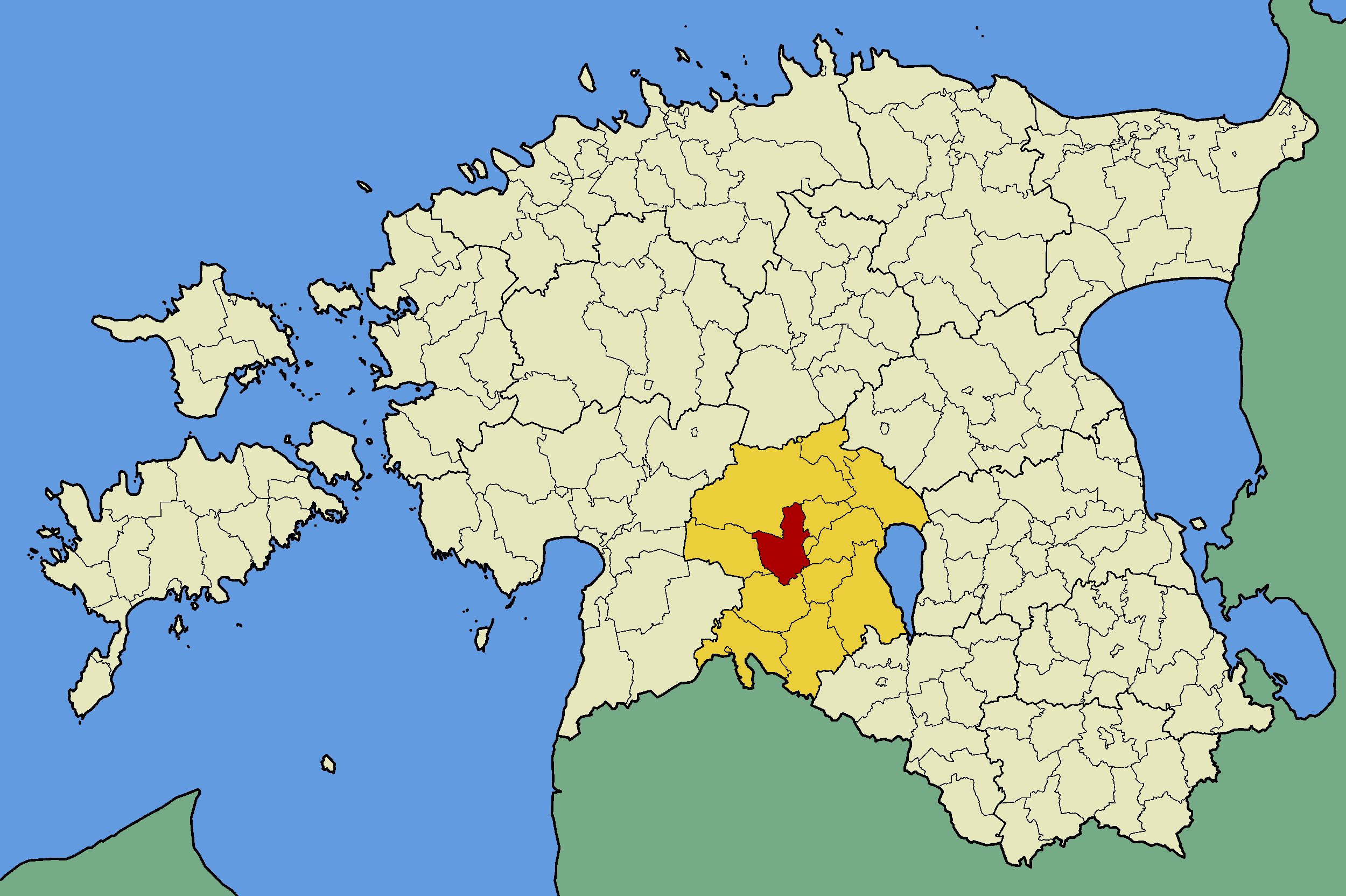
Commune de Pärsti (en rouge) dans le Viljandimaa (en jaune).

## Municipalité
La commune comprenait un bourg (alevik) et 26 villages.
Son chef-lieu administratif était Jämejala (autrefois: Althof). 
Le village d'Heimtali (autrefois: Heimthal) est connu pour son manoir d'architecture néoclassique et son parc de 37 hectares.

### Bourg
Ramsi

### Villages
Alustre, Heimtali, Jämejala, Kiini, Kiisa, Kingu, Kookla, Laanekuru, Leemeti, Marna, Matapera, Mustivere, Pinska, Puiatu, Päri, Pärsti, Raudna, Rihkama, Savikoti, Sinialliku, Tohvri, Turva, Tõrreküla, Vanamõisa, Vardi, Väike-Kõpu.